# Rhamphomyia montana
Rhamphomyia montana är en tvåvingeart som beskrevs av Oldenberg 1915. Rhamphomyia montana ingår i släktet Rhamphomyia och familjen dansflugor. Inga underarter finns listade i Catalogue of Life.